# ریورسو (تجهیزات سنگنوردی)

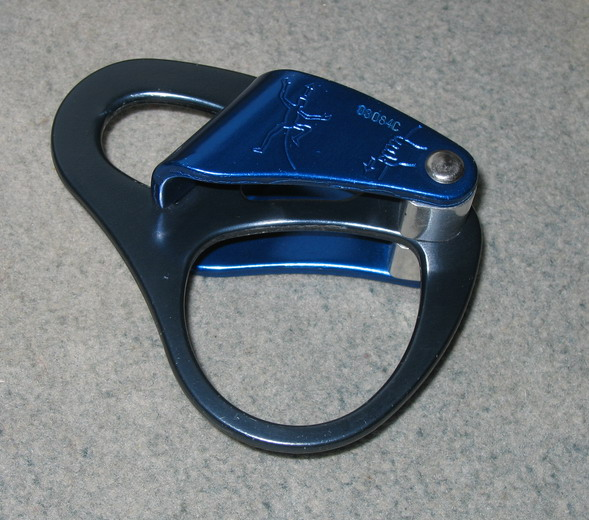
ریرسو

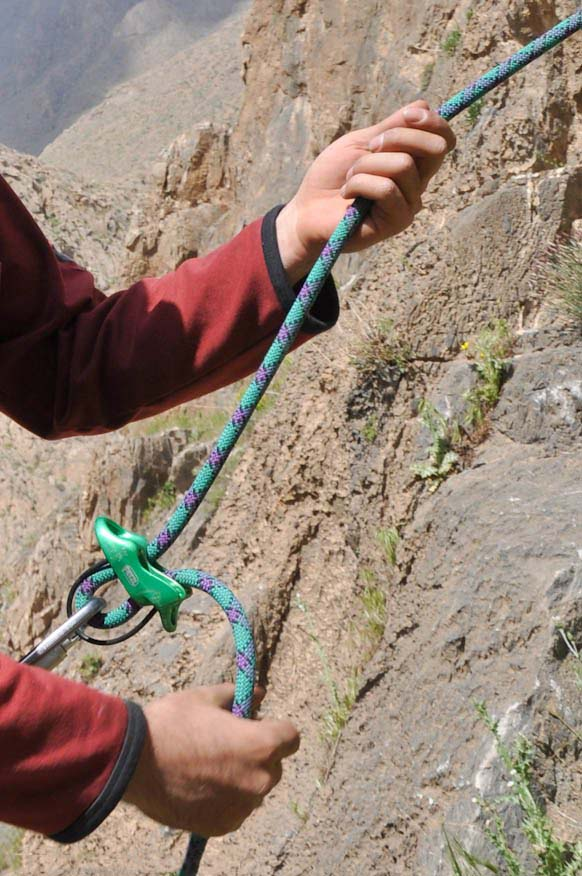
ریورسو نسخه ۳ در حالت استفاده توسط حمایتچی

ریورسو  یک ابزار حمایت است که توسط شرکت پتزل اختراع و توسعه داده شده است و برای سنگنوردی و سایر فعالیت‌های روی طناب کاربرد دارد. نسخه دیگری از این ابزار وجود دارد به نام ریورسینو که جهت استفاده برای طناب‌های با قطر کمتر طراحی شده است.
ریورسو می‌تواند به عنوان ابزار حمایت صعود کننده یا یک ابزار فرود مورد استفاده قرار گیرد. همچنین این ابزار قابلیت قفل شدن را نیز داره می‌باشد. 
طراحی ریورسو در حمایت از صعودکنندهٔ سرطناب از پایین شبیه به ATC است. یک طناب از داخل ریورسو و کارابینی که ریورسو را به هارنس حمایتچی متصل کرده است عبور می‌کند و دوباره به همان سوراخ ریورسو باز می‌گردد. این کار باعث ایجاد شکست مناسبی در طناب می‌شود تا حمایتچی بتواند بدون نیاز به زور و فشار زیاد عمل حمایت از صعود کننده را انجام دهد.
هنگام حمایت نفر دوم از بالا ریورسو به وسیله یک کارابین با یک پیچش اضافه‌تر نسبت به ATC با گره حمایت به کارگاه متصل می‌شود. با این روش این ابزار یک ابزار قفل‌شونده خواهد بود و ناخودآگاه آزاد نخواهد شد.

## همچنین نگاه کنید
- صخره نوردی داخل سالن